# Немировски, Паскаль
Паскаль Немировски (фр. Pascal Nemirovski; род. 1962) — французский пианист русского происхождения.
Учился в 1981—1984 годах в Джульярдской школе у Адели Маркус и Нади Рейзенберг. В 1990 году стал самым молодым из 25 музыкантов, приглашённых Владимиром Спиваковым для мастер-класса в рамках Кольмарского фестиваля. С 2006 года профессор Королевской академии музыки в Лондоне. Паскаль Немировски проводит мастер-классы по всему миру и является членом жюри на международных конкурсах пианистов. Среди его учеников — пианисты Лиза де ла Саль и Луис Швицгебель.